# Loma de Los Chorros
La Loma de Los Chorros (8°26′21″N 70°57′42″O / 8.4393, -70.9618) es un pico de montaña ubicado al sur del Pico Humboldt en el extremo sur del Estado Mérida. A una altitud de 3.346 m s. n. m. la Loma de Los Chorros es una de los picos más altos en Mérida. A poca distancia hacia el norte se encuentran los monumentales pico Humboldt y pico Bolívar.

## Ubicación
La Loma de Los Chorros está ubicada en el extremo sur del parque nacional Sierra Nevada del Estado Mérida. Colinda hacia el sur con el Cerro El Cedro y la Loma La Bandera.